# Herbert Richter
Herbert Richter (Chemnitz, 26 d'abril de 1947) és un ciclista alemany, ja retirat, que va competir sota bandera de l'Alemanya de l'Est durant les dècades de 1960 i 1970. Es dedicà al ciclisme en pista i en el seu palmarès destaca una medalla de plata als Jocs Olímpics de Múnic de 1972 en la prova de persecució per equips, junt a Thomas Huschke, Uwe Unterwalder i Heinz Richter, així com dues medalles de plata al Campionat del món de ciclisme en pista de persecució per equips.

## Palmarès
- 1970
  -  Medalla de plata al Campionat del món de ciclisme en pista de persecució per equips
- 1971
  -  Medalla de plata al Campionat del món de ciclisme en pista de persecució per equips
- 1972
  -  Medalla de plata als Jocs Olímpics de Múnic en persecució per equips, junt a Thomas Huschke, Uwe Unterwalder i Heinz Richter
- 1973
  -  Campió de la RDA de persecució per equips, amb Matthias Wiegand i Manfred Ulbricht